# 原昆海狮属
原昆海狮属（学名：Proterozetes）是海狮科下的一个属。属名由希腊语Protero（πρότερος“早、前、原始”）和人名Zetes组成。Zetes(仄忒斯)是希腊神话中北风神波瑞亚斯的两个儿子，即波瑞亚斯兄弟中的一位。属名Proterozetes表达出本属与现代海狮的“兄弟”关系，也此属名意为“原仄忒斯海狮属”。中文属名的“昆”采用的是古汉语中对哥哥的称呼。

## 下属物种
本属包括以下物种：
- 奥德赛原昆海狮 Proterozetes ulysses Barnes et al., 2006